# サウスウエスト航空1380便エンジン爆発事故
サウスウエスト航空1380便エンジン爆発事故（サウスウエストこうくう1380びんエンジンばくはつじこ、WN1380、SWA1380）は、2018年4月17日11時15分頃に発生した、サウスウエスト航空における初の乗客の死亡事故である。
ニューヨークからダラスへ向かっていたサウスウエスト航空1380便（ボーイング737-700）がペンシルベニア州バーンビル上空を飛行中に左エンジンのエンジンカウルが破損し、エンジンに破片が吸い込まれた。断片は客室にも飛散し、窓ガラスが割れ、急減圧が発生した。パイロットは緊急降下を行い、11時20分頃にフィラデルフィア国際空港へダイバートした。乗客1人は割れた窓ガラスから機外へ一時的に吸い出され、その後死亡した。また、他の8人の乗客も負傷した。
1380便の事故が発生する20カ月前にも同様の事故が同型のボーイング737-700、同型のエンジンで発生していた。この事故を受けてエンジンの製造元であるCFMインターナショナルはリコールを発効し、特定のシリアル番号または、一定の運用時間が経過したエンジンのタービン・ブレードについて超音波検査をするよう求めていた。1380便に搭載されていたエンジンはいずれの項目にも該当していなかったため、検査はされていなかった。

## 飛行の詳細

### 事故機
- 使用機材：ボーイング737-7H4
- 登録番号：N772SW
- 初飛行：2000年6月26日
- 納入年月日：2000年7月7日
- 総飛行時間：63,521時間

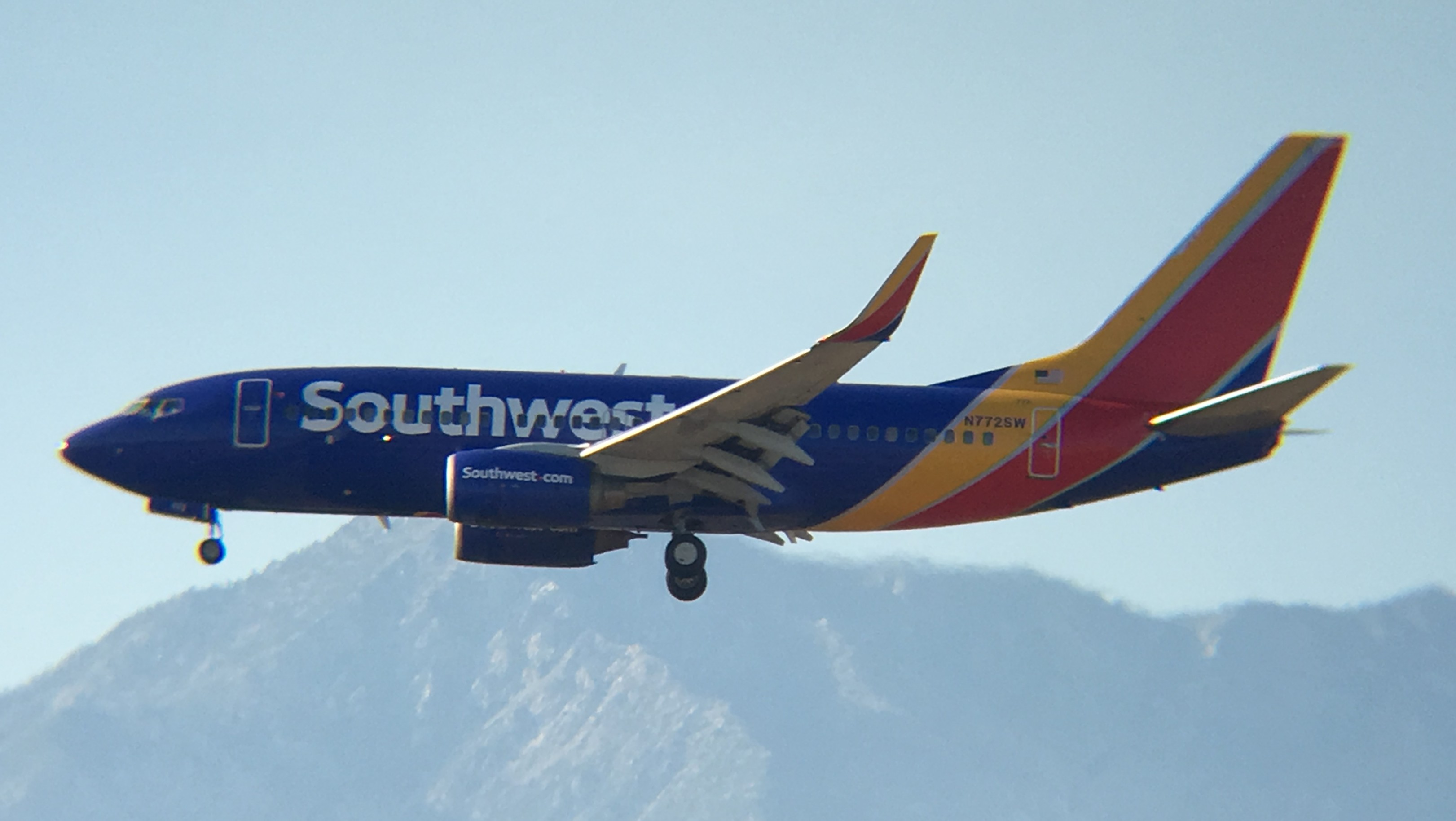
2018年に撮影された事故機

- 飛行回数：37,021サイクル[9]
- 搭載ジェットエンジン：CFM56-7B24[10]
  - 左エンジンは1997年12月に製造されたもので、2012年11月29日に事故機に搭載された。67,040時間の飛行を経験しており、総サイクル数は40,569回だった。
  - 直近のオーバーホールは2012年11月14日に行われており、その後事故までに18,088時間と10,712サイクルを経験していた[9][7]。

### 乗員
機長：A 元海軍少佐（56歳・女性）
- 総飛行時間：11,715時間（うちボーイング737は10,513時間）
- 軍歴：A-7やF/A-18戦闘攻撃機のパイロットを勤め、湾岸戦争中の「砂漠の嵐」作戦にも参加。
- サウスウエスト航空入社年：1994年。事故発生時点で24年目だった[11][12]。

副操縦士：B 元空軍少佐（44歳・男性）
- 総飛行時間：9,508時間（うちボーイング737は6,927時間）
- 軍歴：T-37、T-1、E-3（AWACS）などのパイロット
- サウスウエスト航空入社年：2008年（事故の10年前）[13][14][15]。

## 事故の経緯

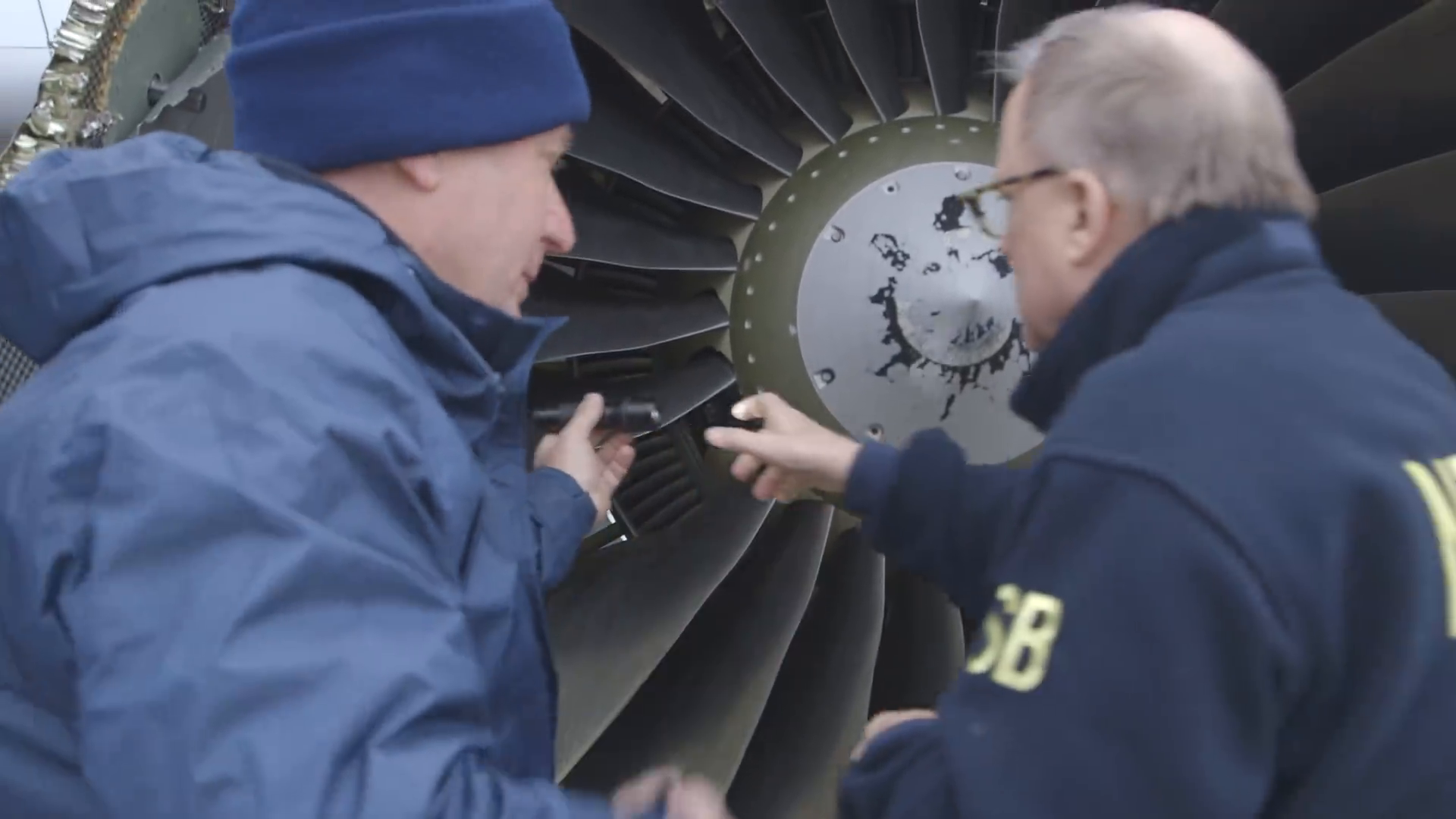
脱落したファンブレードの箇所を確認するNTSB調査官

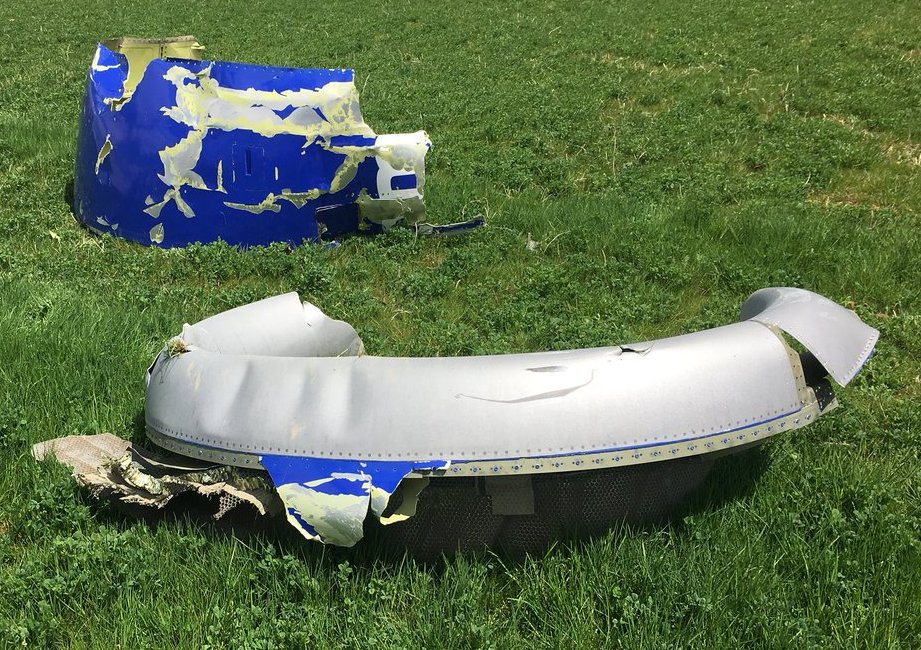
地上で発見されたエンジンナセルの破片

1380便はニューヨークからダラスへ向かう国内定期便だった。EDT10時43分に1380便はラガーディア空港を離陸した。操縦は副操縦士が担当しており、機長は計器の監視などを担っていた。10時57分、管制官は38,000フィート (12,000 m)への上昇を許可し、パイロットはこれを確認した。離陸から20分が経過した11時03分33秒、左エンジンが爆発し、機体が左に傾き始めた。機体は41度近く傾いたが、副操縦士がほぼ水平な状態まで戻した。エンジンが爆発した時、1380便は32,000フィート (9,800 m)付近を上昇中で、爆発によりエンジンカウルが脱落し、破片が左主翼、客室、水平尾翼に損傷を与えた。これにより客室の窓が割れ、急減圧が発生し、コックピットでは客室高度警報が作動した。異常事態発生から約25秒後、パイロットは右エンジンの出力を下げ、緊急降下を開始した。
急減圧により、客室では酸素マスクが自動的に降りた。客室乗務員たちは携帯用酸素ボトルを使用して、乗客たちがマスクを着けることを助けた。この最中、14列目の窓から上半身が吸い出されている乗客の女性を発見した。客室乗務員は救急隊員の資格を取る為に乗り合わせていた消防士を含む2人の乗客の協力を得て、吸い出されていた乗客を機内に引き戻そうとするが、速度が速く困難を極めた。
11時04分54秒、機長はエンジン火災により緊急降下中であることを伝えた。11時05分52秒、管制官はフィラデルフィア国際空港への進入を許可した。11時09分、パイロットは機体を13,800フィート (4,200 m)まで降下させ、エンジン故障時のチェックリストを実行した。機長は機体の振動を軽減させるため、232ノット (430 km/h)まで減速させた。11時15分、客室乗務員から窓が破損し、乗客が一時的に吸い出された事がパイロットに報告された。この報告を受けたパイロットは機体を減速させた。これをチャンスと見た消防士らは乗客の引き戻しに成功し、乗り合わせていた看護師のサポートを得ながら心肺蘇生法を実施した。
また、機長は当初は進入経路をできるだけ長く取ろうとしていたが、負傷者がいることを知り、進入をできるだけ早く開始した。11時20分、1380便はフィラデルフィア国際空港の滑走路27Lへ緊急着陸した。着陸時、機長は損傷の程度が不明であるため、フラップを5度以上展開させなかった。そのため、接地時の速度は171ノット (317 km/h)ほどと通常より高速だったが、戦闘機パイロットの経験を活かし、無事成功させた。

### 緊急着陸後
着陸後、パイロットは機体を誘導路上で停止させた。すぐに消防隊が外部点検を開始し、火災の有無などを確認した。11時26分、客室ドアが開かれた。その4分後には救急隊が負傷者の確認を開始した。乗客の降機は11時51分から開始され、12時36分ごろに完了した。窓から吸い出された乗客はフィラデルフィアの病院に緊急搬送されたが、その後死亡した。引き戻されるまでの間に破片が直撃した他、機外に放り出されていたため低酸素症にかかっていたとみられ、引き戻された時点で心肺停止状態に陥っていた。

## 調査

### 初期調査
事故調査には国家運輸安全委員会（NTSB）、連邦航空局（FAA）、ボーイング、サウスウエスト航空、GE・アビエーション、飛行機保険組合、サウスウエスト航空の労働組合、アメリカ運輸労働組合、コリンズ・エアロスペースが参加した。エンジンの製造元であるCFMインターナショナルはアメリカとフランスの合弁会社であったため、フランス航空事故調査局とCFMの技術者も事故調査の支援を行った。NTSBは調査の完了には12-15か月を要するだろうと述べた。
調査チームは管制官のレーダー記録と当日の風の記録から機体の破片が落下した地点を予測し、捜索を行った。エンジンナセルはフィラデルフィアから北西100km地点に位置するペンシルベニア州バークス郡バーンビルで発見された。
2018年4月20日、CFMはCFM56-7B24に関するサービスブリテン72-1033を発効した。サービスブリテンでは20,000サイクルを超える全てのエンジンのファンブレードに対して超音波探傷検査を行うことを推奨した。また同日、FAAは緊急耐空性改善命令（EAD）2018-09-51を発効した 。EADではサービスブリテンの指示に従って20日以内に30,000サイクルを越えるCFM56-7Bのファンブレードに対して検査を行うことが求められた。欧州航空安全機関も同日にEAD 2018-0093Eを発効し、FAAと同様のことを求めた。CFMはこれによってアメリカ国内の352のエンジンと世界各国の681のエンジンに影響を与えたと推定した。
2018年4月23日、サウスウエスト航空は保有する約700機のボーイング737-700/-800に搭載された全てのエンジンについて超音波探傷検査を行うと述べた。
2018年4月30日、NTSBは事故機をボーイング・エバレット工場が隣接するワシントン州のペイン・フィールドへ移送した。
2018年5月2日、FAAはEAD2018-09-51に追加の検査要件を課した耐空性改善通報（AD）を発効した。このADではファンブレードを使用し始めて20,000サイクル以内であるか、使用開始から113日以内にブレードの詳細な検査を行うよう求められた。ブレードのサイクル数が不明の場合は、ADの発効日から113日以内に検査を行い、前回の検査から3,000サイクル以内に新たな検査を行うよう要求した。
2018年6月7日、事故機はカリフォルニア州のサザンカリフォルニア・ロジスティックス空港へ保管のため移送された。

### 公聴会と最終報告書
2018年11月14日と2019年11月19日にNTSBは公聴会を開催した。2回目の公聴会の後、NTSBは最終報告書を公表し、FAAに対して7つの安全勧告を発行した。最終報告書では以下のことが事故原因として述べられた。

13番のファンブレードに疲労亀裂が生じ、飛行中にブレードが破損した。これによりエンジンファンのケースが損傷を負い、ファンカウルの一部が脱落した。破片は客室にも損傷を与え、これによって急減圧が発生し、乗客が死亡した。

## 事故後

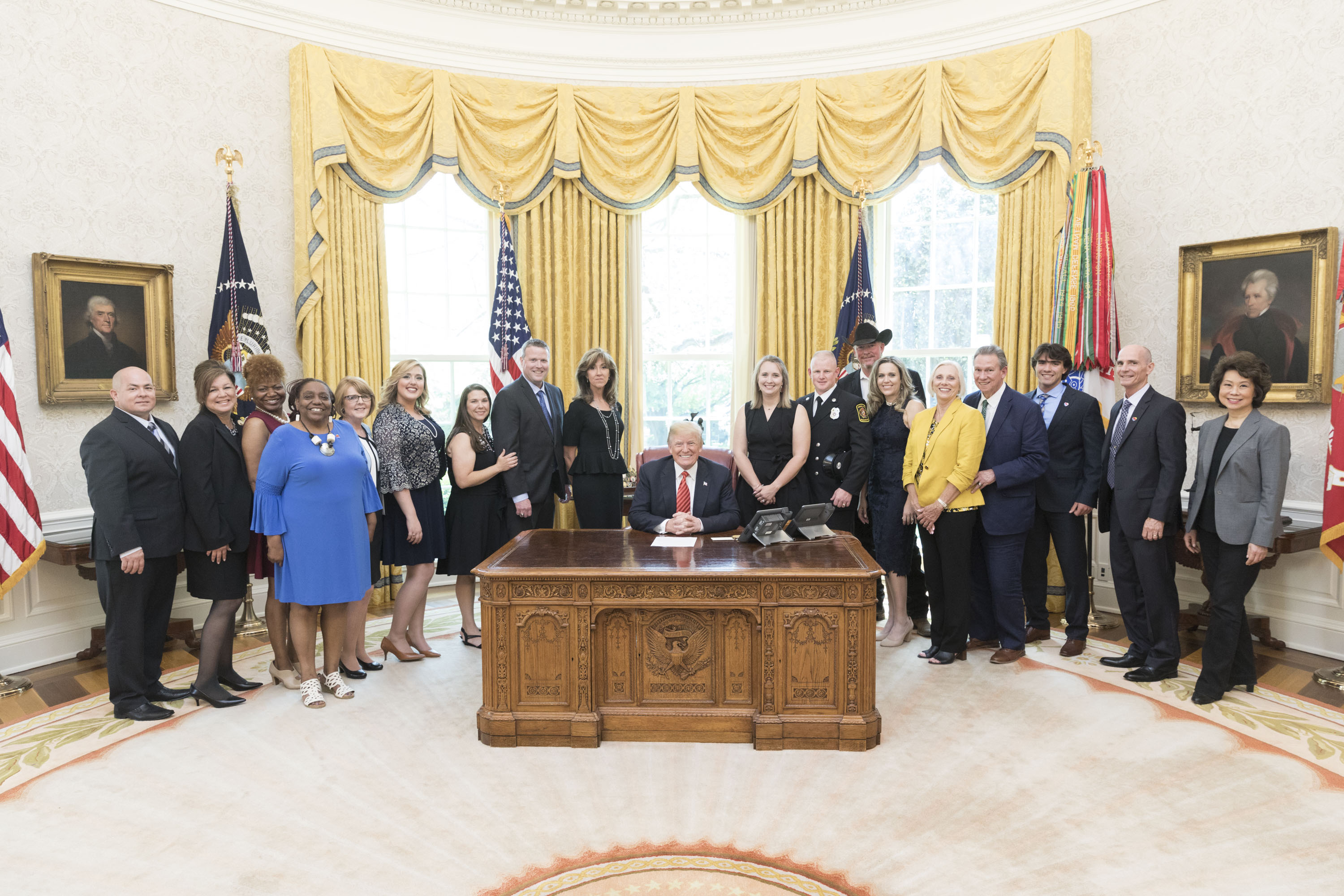
ホワイトハウスに招かれた1380便の乗員と乗客

アメリカ合衆国運輸長官のイレーン・チャオは「機体を無事に着陸させたパイロットと、負傷者の救護を行った客室乗務員と乗客の行動によって最悪の事態は避けられた。」と述べた。2018年5月1日、第45代合衆国大統領ドナルド・トランプは1380便の乗員と一部の乗客をホワイトハウスに招き、感謝の意を表した。
サウスウエスト航空は乗客に対して5,000ドルと1,000ドルの見舞金を支払った。事故によりサウスウエスト航空の予約数は減少し、2018年の第2四半期の利益に影響が出るだろうと予測された。乗客の1人であるCは事故により心的外傷後ストレス障害を発症したと主張し、サウスウエスト航空に対して損害賠償請求訴訟を起こしたが、最終的に和解した。
2019年10月8日、機長はこの事故について記した「Nerves of Steel」という題の本を出版した。

## 映像化
- メーデー!:航空機事故の真実と真相 第19シーズン第5話「Cabin Catastrophe」